# Leny Alves Cavalcante
Leny Alves Cavalcante (26 de março de 1939, Cariús, Ceará) é uma pesquisadora brasileira, titular da Academia Brasileira de Ciências na área de Ciências Biomédicas desde 5 de março de 1997. Desenvolveu diversos trabalhos na area de neurobiologia, estudando a evolução de circuitos neurais.
Foi condecorada na Ordem Nacional do Mérito Científico.
Foi casada com Manfredo do Carmo.